# Rio São João (ilha de São Tomé)
O Rio São João é um curso de água do arquipélago de São Tomé e Príncipe, localizado no distrito de Caué, ilha de São Tomé. Este curso de água corre para Oeste até encontrar o mar entre São João dos Angolares e a Ponta do Ocá.